# 汉斯·豪斯曼
汉斯·豪斯曼（德語：Hans Haußmann，1900年3月30日—1972年9月1日），德国男子曲棍球运动员，所属俱乐部是HC海德堡。他曾代表德国参加1928年夏季奥林匹克运动会曲棍球比赛，获得一枚铜牌。